# Pseudapomecyna klugii
Pseudapomecyna klugii là một loài bọ cánh cứng trong họ Cerambycidae.